# Peter Torkler
Peter Torkler (* 10. Mai 1942 in Wilhelmshaven; † 18. Dezember 2024 in Jever) war ein deutscher Kommunalpolitiker (SPD). Er gehörte von 1976 bis 2011 dem Rat der Gemeinde Schortens bzw. der Stadt Schortens an und war von 1986 bis 1996 ehrenamtlicher Bürgermeister der Gemeinde. Für sein vielfältiges Engagement wurde er 2006 mit dem Bundesverdienstkreuz am Bande ausgezeichnet und 2011 zum ersten und bislang einzigen Ehrenbürger der Stadt Schortens ernannt.

## Biografie
Peter Torkler wurde in Wilhelmshaven geboren. Er absolvierte beim Sander Eisenbau (heute: Züblin Stahlbau) in Sande eine Ausbildung und studierte anschließend Bauingenieurwesen. Nach dem Studium fand er eine Anstellung beim Landkreis Friesland und zog nach Heidmühle, heute ein Stadtteil von Schortens. 1972 trat Torkler in die SPD ein und begann seine politische Laufbahn. Er war Ratsherr, Fraktionsvorsitzender und ehrenamtlicher Bürgermeister.
Torkler initiierte und begleitete viele Vorhaben in Schortens wie z. B. das Freizeitbad „Aqua Toll“ und das „Jugendzentrum Pferdestall“, den Jever-Fun-Lauf, die Städtepartnerschaft mit Nagybajom (Ungarn), das Bürgerhaus, das Regionale Umweltzentrum (RUZ) und die Schaffung des Aktivspielplatzes in Middelsfähr. Er engagierte sich zudem für den Verein „Lebensweisen e.V. Schortens“, einen gemeinnützigen Verein, der 1996 mit dem Ziel gegründet wurde, eine Einrichtung für Menschen mit Behinderungen in Schortens zu schaffen. Er gehörte lange Zeit dem Vorstand der Lebensweisen an.
Torkler war verheiratet und hat zwei Töchter.